# Медея (картина)
«Медея» — картина английского художника-прерафаэлита Фредерика Сэндиса, созданная в 1868 году. В настоящее время картина находится в собрании Художественного музея и галереи Бирмингема.
Художник отправил картину на летнюю выставку Королевской академии художеств 1868 года, но её не допустили к показу, скорее по политическим причинам и личной зависти, чем из-за художественных качеств самого произведения. Тем не менее, работа попала на выставку на следующий год и получила хвалебный отзыв от издания The Times, в статье которого критикуется и предыдущее решение академии об отказе в допуске.
Натурщицей для образа Медеи стала цыганка Кеоми Грей, Сэндис познакомился с ней в Норидже, после чего взял с собой в Лондон, где она позировала для многих его произведений. Медея изображена во время занятия колдовством, критиками отмечается создание зловещего образа героини благодаря цветовой палитре (пепельные губы, холодное освещение) и массе деталей (набор для колдовства, жаба, статуя идола и др).
В 1911 году картина отправилась на Международную выставку искусств в Италии как один из представителей лучших произведений искусства Великобритании.